# 스토라엔소

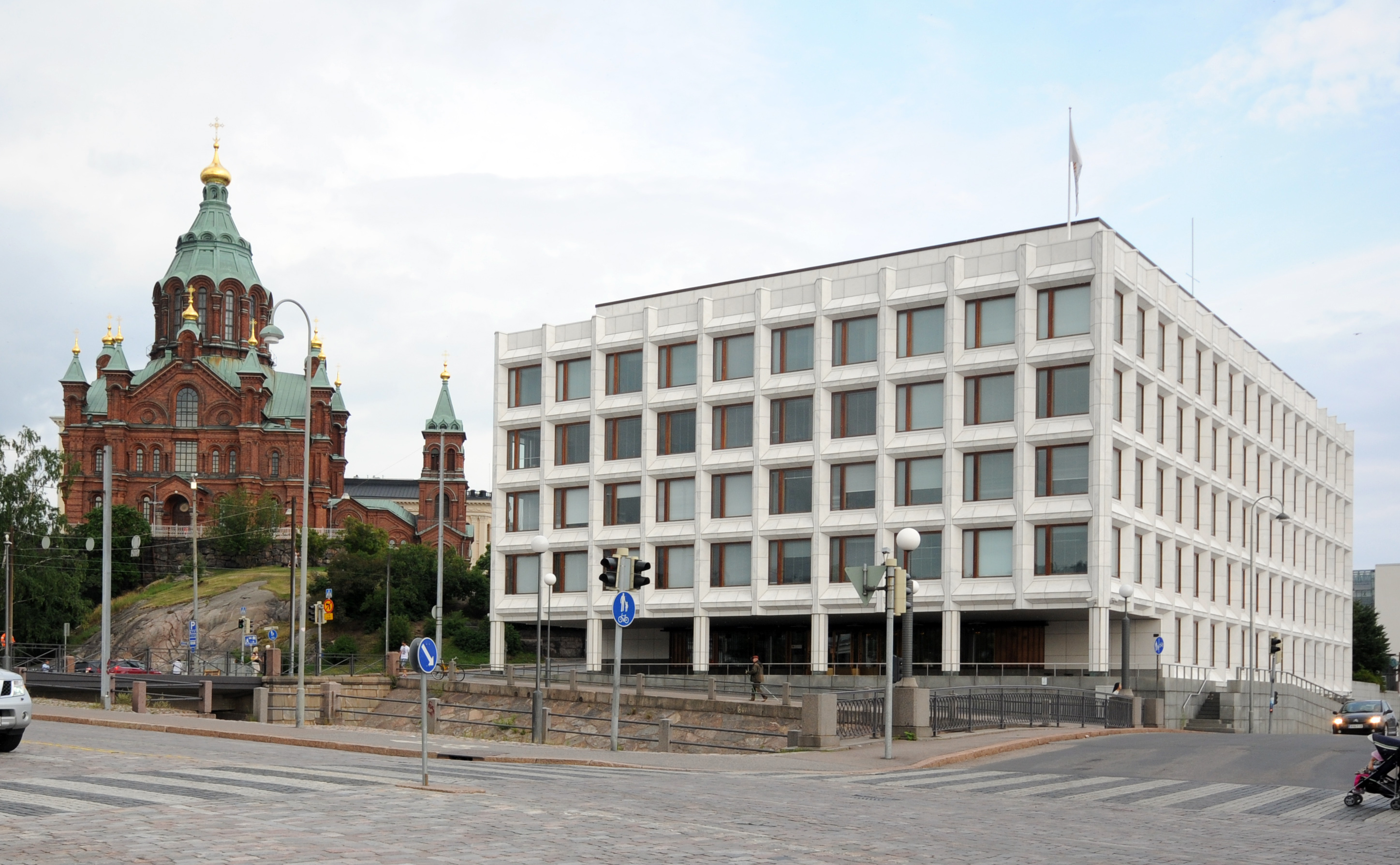

스토라엔소(Stora Enso)는 펄프, 종이, 기타 산림제품의 제조사이며 핀란드 헬싱키에 본사를 두고 있다. 판매량 대부분은 유럽에서 발생하지만 아시아와 남아메리카에서도 중대한 운영을 하고 있다. 스토라엔소는 1998년 스웨덴의 채광 및 산림제품기업 스토라 AB가 핀란드의 산림제품기업 Enso Oyj와 합병되면서 설립되었다. 2021년, 평균 직원 수는 23,000명 이상이다.

## 시장
| 2021년 부서별 판매량 (백만 유로) | 외부  | 내부  | 전체  |
| -------------------------------- | ----- | ----- | ----- |
| 포장재                           | 3,715 | 183   | 3,898 |
| 포장 용액                        | 704   | 19    | 723   |
| 바이오소재                       | 1,499 | 229   | 1,728 |
| 목재제품                         | 1,766 | 106   | 1,872 |
| 산림제품                         | 781   | 1,530 | 2,311 |
| 종이                             | 1,644 | 59    | 1,703 |
| 기타                             | 55    | 1,037 | 1,092 |

## 같이 보기
- UPM
- 알스트롬